# 黄竹镇
黄竹镇，是中华人民共和国海南省定安县下辖的一个乡镇级行政单位。

## 行政区划
黄竹镇下辖以下地区：
河头村、南保村、大统村、莲堆村、周公村、大坡村、白塘村和黄竹村。